# Pustelnia św. Urbana

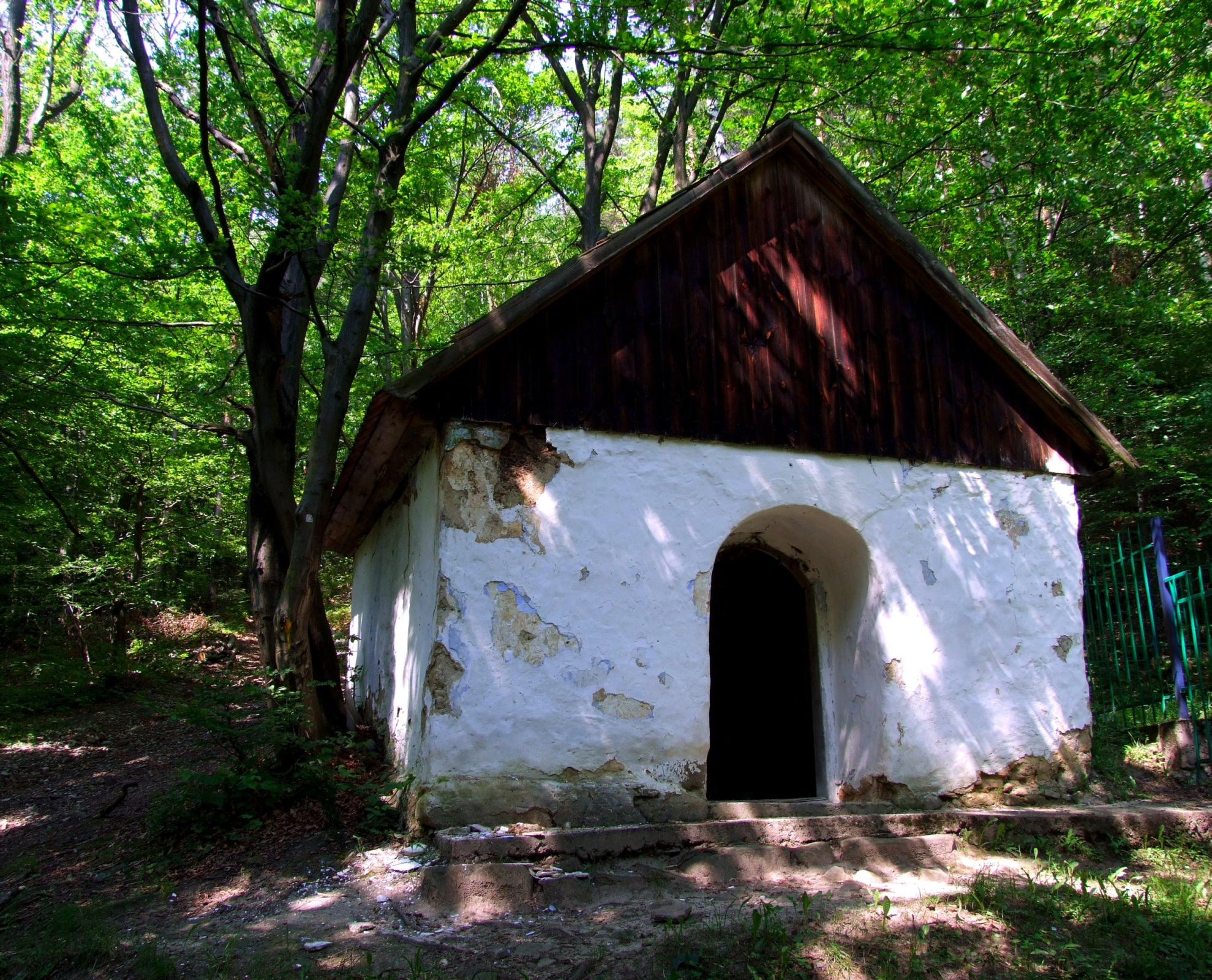
Kaplica św. Urbana

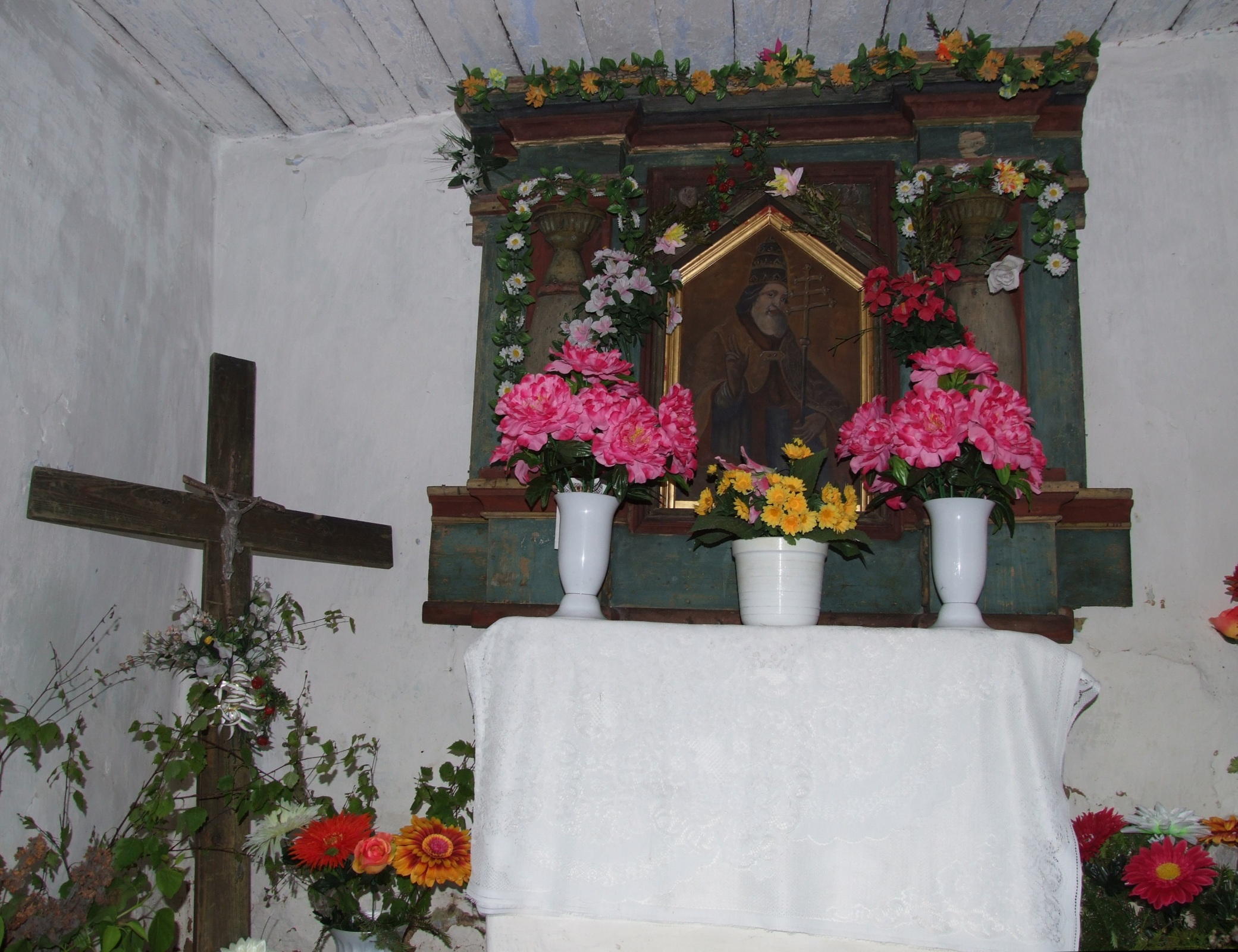
Obraz św. Urbana w kaplicy

Pustelnia św. Urbana, a właściwie Kaplica św. Urbana – kapliczka na południowych stokach góry Bukowiec w miejscowości Iwkowa w powiecie brzeskim w województwie małopolskim. Nazwa pustelnia pochodzi od tego, że podobno na przełomie X i XI wieku mieszkał tutaj pustelnik Urban. Brak o nim dokumentów historycznych, istnieją jedynie podania przekazywane przez miejscową ludność.    Pochodził z bogatego rodu rycerskiego z Węgier i według zachowanych przez ludność podań był jednym z trzech uczniów pustelnika Andrzeja Świerada, który miał pustelnię w pobliskim Tropiu. Przez lato przebywał w tej pustelni, wędrując po okolicznych terenach i nauczając o Bogu. Żywił się owocami, korzonkami, energii zaś dodawała mu woda z silnego źródła które wytryska w pobliżu. Na zimę wraz ze świętym Andrzejem Świeradem i innymi jego uczniami wyprawiał się na Węgry. Źródło to  nazwane zostało źródłem świętego Urbana, a wypływający z niego potok potokiem Urbana. Stanowi on jedno ze źródeł   Beli.
Kaplicę na miejscu dawnej pustelni wybudowano dużo później, podczas budowy kościoła w Iwkowej. Murowana jest z kamienia i otynkowana gliną i ma sufit z desek. Wewnątrz  znajduje się drewniany ołtarzyk w stylu barokowym, a na ścianie malowany na desce i pochodzący z XVII wieku obraz papieża, św. Urbana. Co roku w Zielone Świątki z kościoła w Iwkowej udaje się uroczysta procesja do kapliczki św. Urbana.
Z pustelnią św. Urbana związane jest kilka legend. Woda ze źródła miała podobna własności lecznicze. Obecnie źródło to stanowi ujęcie wody dla Iwkowej i jedynie nadmiar wody przelewa się do potoku Urbana tuż przy kapliczce.

## Szlaki turystyczne
– ścieżka edukacyjna od nowego kościoła w Iwkowej obok Pustelni św. Urbana na Bukowiec.